# Toulouse Football Club (féminines)
Maillots
Actualités
La section féminine du Toulouse Football Club est un club de football féminin français basé à Toulouse et fondé en 1980 sous le nom de Toulouse Olympique Aérospatiale Club.
Les Toulousaines atteignent pour la première fois de leur histoire la Division 1 en 1981, après seulement une saison d’existence. Le club a cependant du mal à se maintenir, et ne retrouve ce niveau de la compétition que quelques années plus tard, en 1988. Le club a malgré tout du mal à se stabiliser à ce niveau et replonge pour une saison, juste le temps de décrocher un titre de championnes de seconde division en 1994. Le club connait alors la plus belle période de son histoire en décrochant quatre titres consécutifs de championne entre 1999 et 2002 ainsi qu'une victoire en Challenge de France, alors que le club est absorbé par le Toulouse FC.
Le club plonge cependant à nouveau à la fin des années 2000 et est relégué en Division 2 à l'issue du championnat 2010-2011. En 2012, auréolée d'un titre de championnes de D2, l'équipe remonte en première division mais n'arrive pas à se maintenir dans l'élite et finit dernière du championnat. En 2020, les Toulousaines terminent dernières de D2 et retournent au niveau régional. Antoine Gérard est nommé entraîneur de l'équipe première durant l'été.
Lors de la saison 2021-2022, les Violettes sont mathématiquement championnes de Régional 1 après leur succès face à Rodez lors de la 16ème journée. En fin de saison, elles disputent alors les barrages d'accession à la Division 2 féminine en deux matchs aller-retour. Après deux victoires au premier tour face à l'ASMUR, puis un match nul à Monaco, les féminines du TéFéCé font tomber les monégasques lors du match retour au Stadium sur le score de 1-0, et sont alors promues en Division 2.
La saison suivante est compliquée pour les joueuses d'Antoine Gérard qui essuient 8 défaites en 10 journées de championnat. Malgré une deuxième partie de saison exaltante marquée par l'arrivée de Selen Altunkulak durant le mercato hivernal (qui terminera meilleure joueuse et meilleure buteuse de D2 avec 20 buts en seulement 12 matchs) les toulousaines terminent 8èmes et sont alors reléguées en D3 Féminine, une nouvelle division créée à partir de la saison 2023-2024.
1 an plus tard, après une saison au coude à coude avec l'AS Cannes, les toulousaines sont assurées de terminer premières de leur poule lors de l'avant-dernière journée et sont de nouveau promues en deuxième division, rebaptisée Seconde Ligue. À l'issue de la dernière journée, le titre de championnes de D3 est statistiquement attribué au Toulouse FC (face à l'US Saint-Malo, premières de la poule A et aussi promues en Seconde Ligue).

## Histoire

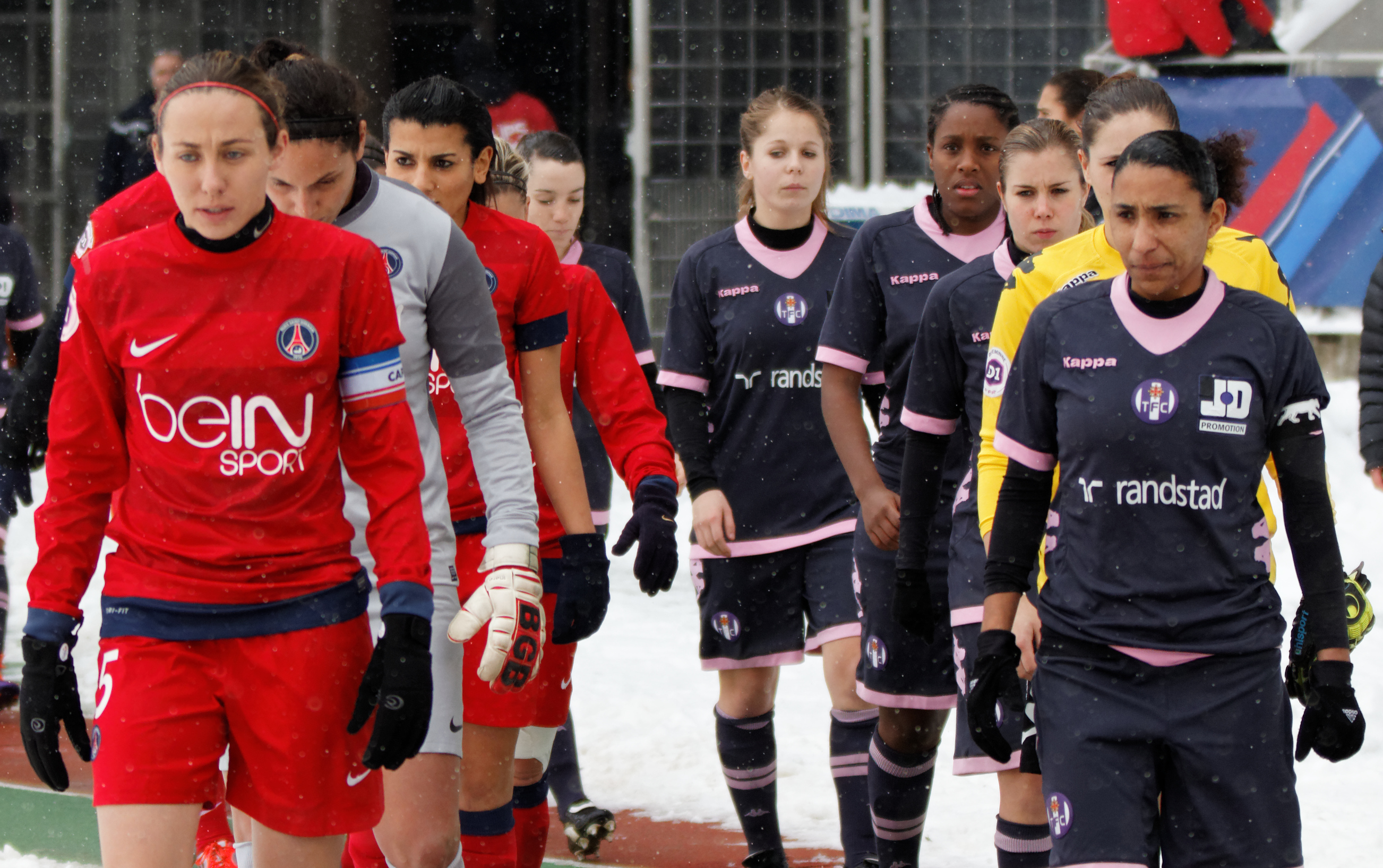
PSG-TFC en 2013.

Créée en 1980 au sein du club masculin du Toulouse Olympique Aérospatiale Club (TOAC), l'équipe féminine de ce club connaît son heure de gloire à partir du milieu des années 1990.
Au terme de la saison régulière 2000-2001, le TOAC est deuxième avec un seul point de retard avec Juvisy avant d'aborder les play-offs baptisés « Poule des As ». Durant celui-ci, les Toulousaines survolent les débats avec trois victoires en autant de matchs. Après avoir battu Lyon (3-0), le but de Gaëlle Blouin lors de la seconde rencontre permet de prendre la tête. Enfin, lors du dernier acte le 3 juin 2001, Anne Zenoni et Karine Pavailler permettent de battre l'adversaire direct, l'ESO La Roche, et ainsi de remporter le troisième titre d'affilée pour Toulouse, égalant alors la performance du Stade de Reims et se rapprochant du record du VGA Saint-Maur (quatre titres consécutifs). Avec cette victoire, le TOAC, entraîné par Jean-Pierre Bonnet, se qualifie pour la première Coupe d'Europe féminine ouverte aux seize meilleures équipes du continent. Juste récompense pour cette formation invaincue à domicile depuis février 2000 (un an et demi), battue une seule fois en 2000-2001 à Montpellier et n'ayant concédé que trois revers autant de saison (une par exercice). À partir du 1er juillet 2001, la section féminine du TOAC intègre le Toulouse Football Club.
Les filles du TéFéCé évoluent soit sur les terrains annexes du Stadium, soit au stade de la Ramée.

## Palmarès
Le palmarès de l'équipe féminine du Toulouse FC comporte quatre championnats de France, un challenge de France et deux championnats de France de seconde division.
Le tableau suivant liste le palmarès du club actualisé à l'issue de la saison 2014-2015 dans les différentes compétitions officielles au niveau national et régional.
| Compétitions internationales                                                      | Compétitions nationales | Compétitions régionales |
| - Coupe de l'UEFA féminine - Meilleure performance : Demi-finaliste en 2001-2002. | - Championnat de France (4) - Champion : 1999, 2000, 2001, 2002. - Vice-champion : 1995, 1997. - Challenge de France/Coupe de France féminine de football (1) - Vainqueur : 2002. - Championnat de France de D2 (2) - Vainqueur : 1994, 2012. - Championnat de France de D3 (1) - Vainqueur : 2024. | - Champion : Régional 1 |

## Bilan saison par saison
Le tableau suivant retrace le parcours du club depuis sa création en 1980 sous la dénomination de Toulouse OAC, puis de Toulouse FC depuis 2001.
| Édition   | Division 1              | Division 2             | Division 3              | Division régionale            | Coupe de France   | Ligue des champions     |
| 1980-1981 | -                       | Championnat inexistant |                         | ...                           | Coupe inexistante | Compétition inexistante |
| 1981-1982 | Premier Tour            | Championnat inexistant |                         | -                             | Coupe inexistante | Compétition inexistante |
| 1982-1983 | 5e (Gr. C)              | -                      |                         | -                             | Coupe inexistante | Compétition inexistante |
| 1983-1984 | -                       | -                      |                         | ...                           | Coupe inexistante | Compétition inexistante |
| 1984-1985 | -                       | 3e (Gr. A)             |                         | -                             | Coupe inexistante | Compétition inexistante |
| 1985-1986 | -                       | -                      |                         | ...                           | Coupe inexistante | Compétition inexistante |
| 1986-1987 | -                       | Championnat inexistant |                         | ...                           | Coupe inexistante | Compétition inexistante |
| 1987-1988 | -                       | Championnat inexistant |                         | ...                           | Coupe inexistante | Compétition inexistante |
| 1988-1989 | 7e (Gr. B)              | Championnat inexistant |                         | -                             | Coupe inexistante | Compétition inexistante |
| 1989-1990 | 6e (Gr. A)              | Championnat inexistant |                         | -                             | Coupe inexistante | Compétition inexistante |
| 1990-1991 | 4e (Gr. A)              | Championnat inexistant |                         | -                             | Coupe inexistante | Compétition inexistante |
| 1991-1992 | 4e (Gr. B)              | -                      |                         | -                             | Coupe inexistante | Compétition inexistante |
| 1992-1993 | 10e                     | -                      |                         | -                             | Coupe inexistante | Compétition inexistante |
| 1993-1994 | -                       | 1er                    |                         | -                             | Coupe inexistante | Compétition inexistante |
| 1994-1995 | 2e                      | -                      |                         | -                             | Coupe inexistante | Compétition inexistante |
| 1995-1996 | 3e                      | -                      |                         | -                             | Coupe inexistante | Compétition inexistante |
| 1996-1997 | 2e                      | -                      |                         | -                             | Coupe inexistante | Compétition inexistante |
| 1997-1998 | 3e                      | -                      |                         | -                             | Coupe inexistante | Compétition inexistante |
| 1998-1999 | 1er                     | -                      |                         | -                             | Coupe inexistante | Compétition inexistante |
| 1999-2000 | 1er 1er (Tournoi Final) | -                      |                         | -                             | Coupe inexistante | Compétition inexistante |
| 2000-2001 | 2e 1er (Tournoi Final)  | -                      |                         | -                             | Coupe inexistante | Compétition inexistante |
| 2001-2002 | 2e 1er (Tournoi Final)  | -                      |                         | -                             | Vainqueur         | Demi-finaliste          |
| 2002-2003 | 1er 4e (Tournoi Final)  | -                      |                         | -                             | 1/4 de finale     | 1/4 de finale           |
| 2003-2004 | 1er 4e (Tournoi Final)  | -                      |                         | -                             | Demi-finaliste    | -                       |
| 2004-2005 | 5e                      | -                      |                         | -                             | 8e de finale      | -                       |
| 2005-2006 | 4e                      | -                      |                         | -                             | Demi-finaliste    | -                       |
| 2006-2007 | 8e                      | -                      |                         | -                             | 8e de finale      | -                       |
| 2007-2008 | 8e                      | -                      |                         | -                             | 16e de finale     | -                       |
| 2008-2009 | 9e                      | -                      |                         | -                             | 8e de finale      | -                       |
| 2009-2010 | 8e                      | -                      |                         | -                             | 16e de finale     | -                       |
| 2010-2011 | 11e                     | -                      | Compétition inexistante | -                             | 8e de finale      | -                       |
| 2011-2012 | -                       | 1er (Gr. C)            | Compétition inexistante | -                             | 1/4 de finale     | -                       |
| 2012-2013 | 12e                     | -                      | Compétition inexistante | -                             | 8e de finale      | -                       |
| 2013-2014 | -                       | 5e (Gr. C)             | Compétition inexistante | -                             | 32e de finale     | -                       |
| 2014-2015 | -                       | 4e (Gr. C)             | Compétition inexistante | -                             | 1er tour          | -                       |
| 2015-2016 | -                       | 3e (Gr. C)             | Compétition inexistante | -                             | 16e de finale     | -                       |
| 2016-2017 | -                       | 4e (Gr. B)             | Compétition inexistante | -                             | 16e de finale     | -                       |
| 2017-2018 | -                       | 5e (Gr. B)             | Compétition inexistante | -                             | 8e de finale      | -                       |
| 2018-2019 | -                       | 10e (Gr. B)            | Compétition inexistante | -                             | 32e de finale     | -                       |
| 2019-2020 | -                       | 11e (Gr. A)            | Compétition inexistante | -                             | 64e de finale     | -                       |
| 2020-2021 | -                       | -                      | Compétition inexistante | Arrêté (R1 Occitanie - Gr. A) | Arrêtée           | -                       |
| 2021-2022 | -                       | -                      | Compétition inexistante | 1er                           | 16e de finale     | -                       |
| 2022-2023 | -                       | 8e (Gr. B)             | Compétition inexistante | -                             | 16e de finale     | -                       |
| 2023-2024 | -                       | -                      | 1er (Gr. B)             |                               | 16e de finale     | -                       |
| 2024-2025 | -                       | 3e                     | -                       | -                             | 1/4 de finale     | -                       |